# Стави Тернопільської області
Стави Тернопільської області — стави, які розташовані на території Тернопільської області (в адміністративних районах і басейнах річок).
На території Тернопільської області налічується 886 ставків, загальною площею 5627 га, об'ємом 58,8 млн м³.

## Загальна характеристика
Територія Тернопільської області становить 13,8 тис. км² (2,3 % площі України).
Територія Тернопільської області  розташована в басейнах Дніпра (річки Горинь та Іква - 18 % території області) та Дністра (річки Золота Липа, Коропець, Стрипа, Джурин, Серет, Нічлава, Збруч - 82 %).  
Гідрографічна мережа території Тернопільської області включає одну велику річку – Дністер (в межах області 262 км), середні річки - її притоки - Серет  і Збруч , а також притоки Прип’яті - Ікву (притоку Стиру) та Горинь.
Ставки використовуються переважно для потреб сільського господарства, а також риборозведення. 
Найбільше ставків у Бучацькому (105 шт.), Шумському (90 шт.) і Гусятинському (85 шт.) районах. 

## Наявність ставків у межах адміністративно-територіальних районів та міст обласного підпорядкування Тернопільської області[1]
| Район, місто    | Кількість ставків, шт. | Площа ставків, га | Об'єм ставків, млн м³ | В оренді, шт. | В оренді, га |
| --------------- | ---------------------- | ----------------- | --------------------- | ------------- | ------------ |
| Бережанський    | 29                     | 254               | 2,3                   | 23            | 309          |
| Борщівський     | 54                     | 285               | 3,2                   | 31            | 200          |
| Бучацький       | 105                    | 301               | 3,0                   | 35            | 74           |
| Гусятинський    | 85                     | 611               | 6,7                   | 30            | 364          |
| Заліщицький     | 35                     | 77                | 0,8                   | 7             | 30           |
| Збаразький      | 29                     | 391               | 4,2                   | 16            | 187          |
| Зборівський     | 60                     | 650               | 6,9                   | 38            | 1094         |
| Козівський      | 53                     | 227               | 2,2                   | 25            | 564          |
| Кременецький    | 57                     | 322               | 3,1                   | 40            | 253          |
| Лановецький     | 54                     | 381               | 3,6                   | 33            | 840          |
| Монастириський  | 33                     | 74                | 0,8                   | 7             | 20           |
| Підволочиський  | 24                     | 182               | 2,5                   | 24            | 182          |
| Підгаєцький     | 33                     | 247               | 2,1                   | 15            | 120          |
| Теребовлянський | 40                     | 293               | 3,2                   | 29            | 173          |
| Тернопільський  | 33                     | 232               | 2,9                   | 19            | 182          |
| Чортківський    | 72                     | 457               | 4,5                   | 26            | 154          |
| Шумський        | 90                     | 643               | 6,8                   | 81            | 501          |
| Разом           | 886                    | 5627              | 58,8                  | 479           | 5247         |

Всього 54% ставків області використовується на умовах оренди.

## Наявність ставків у межах основнихрайонів річкових басейнівна території Тернопільської області[1]
| Район річкового басейну | Кількість ставків, шт. | Площа ставків, га | Об'єм ставків, млн м³ | В оренді, шт. | В оренді, га |
| ----------------------- | ---------------------- | ----------------- | --------------------- | ------------- | ------------ |
| Дніпра, у тому числі    | 210                    | 1437              | 14,0                  | 115           | 1358         |
| р. Прип'ять             | 210                    | 1437              | 14,0                  | 115           | 1358         |
| Дністра, у тому числі   | 676                    | 4190              | 44,8                  | 364           | 3889         |
| р. Збруч                | 139                    | 685               | 8,2                   | 24            | 253          |
| р. Серет                | 216                    | 1213              | 12,0                  | 74            | 666          |
| Разом                   | 886                    | 5627              | 58,8                  | 479           | 5247         |

Найбільша кількість ставків Тернопільської області знаходиться в басейні Дністра  (76 %),  у басейні Дніпра - 24 %. 